# Le Mesnil-Aubert
Mesnil-Aubert è un comune francese di 160 abitanti situato nel dipartimento della Manica nella regione della Normandia.

## Società

### Evoluzione demografica
Abitanti censiti